# Criciúma
Criciúma é um município brasileiro situado no estado de Santa Catarina, Região Sul do país, na mesorregião do Sul Catarinense, microrregião de Criciúma. Segundo as estatísticas do IBGE de 2024, conta com 225 281 habitantes, sendo a principal cidade da Região Metropolitana Carbonífera, que possui cerca de 700 mil habitantes, além de ser a cidade mais populosa do Sul Catarinense e a oitava maior população do estado de Santa Catarina. Pelo Sistema Único de Saúde, o SUS, Criciúma abriga mais de 252 mil cadastrados. Está entre os 100 municípios do Brasil com o melhor Índice de Desenvolvimento Humano (IDH), calculado como de 0.788 em 2010, sendo o 76º município mais bem avaliado do país e o 14° mais bem avaliado de Santa Catarina naquele ano.
A cidade é polo industrial em diversos setores, entre eles: confecção, embalagens, cerâmico, plástico e descartáveis, metalmecânico, extração do carvão mineral, construção civil e material gráfico.
Com a sede em Criciúma, a Rede Angeloni é a maior rede de supermercados de Santa Catarina e a 14ª maior do país, segundo ranking da ABRAS possui 30 lojas espalhadas por Santa Catarina e Paraná, o maior hipermercado da rede está localizado em Florianópolis. Além de possuir três shopping centers, no setor de serviços - saúde e educação - destaca-se com três hospitais, duas unidades de atendimento 24 horas, a Universidade do Extremo Sul Catarinense, Instituto Federal de Santa Catarina e outras sete faculdades.
Conhecida por ser a capital brasileira do carvão e do revestimento cerâmico, no seu subsolo abriga uma das maiores reservas minerais do país. A Mina de Visitação Octávio Fontana permite uma visão da evolução histórica da riqueza extrativa da cidade. Colonizada por italianos, a cidade recebeu também poloneses, alemães, portugueses e árabes em diversas fases do seu desenvolvimento.
Entre tantas festas populares que acontecem no Sul, uma delas é em Criciúma. Realizada há mais de 23 anos, a Festa das Etnias, que nas primeiras edições recebeu o nome de Quermesse por ser realizada na Praça Nereu Ramos, ao lado da Catedral São José, reúne todas as tradições étnicas da região e tem como principais objetivos promover as manifestações culturais e integrar os colonizadores de Criciúma, repassando assim sua história cultural.

## Etimologia
O município recebeu esta denominação por existir muito capim Cresciuma na região onde a cidade está assentada. Criciuma é o nome dado a um grande número de gramíneas dos gêneros Arundinaria e Chusquea, que pode ser encontrado na praça Nereu Ramos (centro da cidade). O nome da planta, por sua vez, vem da língua geral, um desenvolvimento do tupi antigo. A Criciuma asymmetrica é aparentada com a Chusquea ramosissima, um bambu de pequeno porte.

## História

### Origens e povoamento
Domingos de Brito Peixoto, bandeirante paulista, era o fundador da povoação de Santo Antônio dos Anjos da Laguna, em 1676. A cidade atualmente denominada Laguna era a "guarda de avanço" portuguesa na parte mais meridional do imenso Brasil Colônia. Dentre os demais objetivos, o mais importante era a vigilância dos movimentos hispânicos na Colônia de Sacramento e como que um suporte para povoar o Rio Grande do Sul, também sob disputa da Espanha.
Como o movimento de Laguna em direção ao Sul se intensificava, há provas de que, já nos primeiros tempos do século XVIII, o território criciumense tenha sido atravessado, seguidas vezes, pela civilização humana. Mas, por muito tempo, o homem não indígena não se estabeleceu em suas terras.
Criciúma somente foi colonizada em 6 de janeiro de 1880 por imigrantes que vieram do norte da Itália, majoritariamente da Lombardia, mas também de Trentino e Vêneto. A despeito das dificuldades iniciais, a colônia progrediu rapidamente.
Em 1890, chegam na região imigrantes alemães e polacos (poloneses), que junto aos italianos, e também aos descendentes de portugueses oriundos da região de Laguna, contribuem de forma decisiva no desenvolvimento do município.

### Expansão econômica, formação administrativa e história recente
Em 1892, eleva-se à categoria de distrito de Araranguá. Em 1914, em coincidência com a Primeira Guerra Mundial, e, em parte por causa desta, mais um fator contribuiu para o seu desenvolvimento: a exploração do carvão de pedra, de tamanha importância na atualidade, fato que deu ao município o apelido de Capital Brasileira do Carvão.
Também as obras de implantação da Estrada de Ferro Donna Thereza Christina, nos últimos anos do século XIX, contribuíram grandemente para o seu progresso. Criou-se o município por meio da Lei nº 1516, de 4 de novembro de 1925, com território que se desmembrou de Araranguá, sendo instalado em 1 de janeiro do ano seguinte.
A partir de 1947, a indústria cerâmica passa a desenvolver-se no município, assumindo papel de fundamental importância no contexto econômico da região, elevando Criciúma a um dos grandes polos produtores mundiais, sendo a cerâmica criciumense reconhecida pela sua qualidade.
Suas principais atividades econômicas, além da exploração de carvão, são a indústria, a agricultura e a pecuária. Por esse motivo, Criciúma é um dos municípios com maior produto interno bruto, PIB per capita e índice de desenvolvimento humano de Santa Catarina.
Sua área é de 235,6 km², pertencente à Mesorregião do Sul Catarinense. Tem um dos clubes de maior modernização de Santa Catarina: o Criciúma Clube, fundado em 5 de agosto de 1960, e visitado obrigatoriamente por pessoas de outros lugares.
Em 7 de dezembro de 2000, resgatando suas origens, Criciúma tornou-se cidade-irmã de Vittorio Veneto, cidade italiana berço de muitos imigrantes que contribuíram para a fundação do município.[carece de fontes?]

## Geografia
Localiza-se a uma latitude 28º40'39" Sul e a uma longitude 49º22'11" Oeste, estando a uma altitude média de 46 metros.
Está circunscrito em uma área de 190,97 km².
É em seu território que nasce, corre e desagua o rio Criciúma, hoje desconhecido pela grande parte dos moradores devido o processo de urbanização. Suas águas perpassam sistemas de drenagem por debaixo de importantes avenidas e edifícios do município, vindo a desaguar no bairro São Francisco.

### Relevo
Tendo seu território inserido na Depressão Carbonífera, cerca de 67% do município tem altitudes entre 25 e 100 m. As áreas mais baixas, pouco abaixo de 10m, estão no sudeste do município, ao longo do córrego Quarta Linha. Já as mais altas, encontram-se no norte e noroeste do município, culminando em um ponto pouco acima de 300m, próximo ao bairro Mina do Toco. Alguns de seus morros conhecidos são: o Morro Cechinel (popularmente conhecido por Morro da TV), o Morro Casagrande (popularmente conhecido por Morro do Céu), Morro da Cruz, Morro Mãe Luzia, Morro Albino e Morro Estevão.

### Clima
O clima de Criciúma é classificado como subtropical Cfa, com chuvas regulares o ano todo. Geadas ocorrem em quase todos os invernos, principalmente nas regiões mais afastadas do centro, a frequência varia de ano para ano. A ocorrência de neve é praticamente nula, tendo sido registrada uma única vez no dia 31 de julho de 1955. A temperatura média anual da cidade é de 19,5 °C. No verão, as temperaturas facilmente ultrapassam os 30 °C, e ocasionalmente, chegando aos 40 °C. No inverno, as temperaturas mínimas facilmente caem abaixo dos 5 °C e, na maioria dos anos, abaixo de 0 °C. Em 12 de junho de 2016, segundo a estação meteorológica da Epagri, Criciúma registrou -1 °C. Esse mesmo valor foi alcançado em 30 de Julho de 2021. 
| Dados climatológicos para Criciúma                                                  | Dados climatológicos para Criciúma | Dados climatológicos para Criciúma | Dados climatológicos para Criciúma | Dados climatológicos para Criciúma | Dados climatológicos para Criciúma | Dados climatológicos para Criciúma | Dados climatológicos para Criciúma | Dados climatológicos para Criciúma | Dados climatológicos para Criciúma | Dados climatológicos para Criciúma | Dados climatológicos para Criciúma | Dados climatológicos para Criciúma | Dados climatológicos para Criciúma |
| Mês                                                                                 | Jan                                | Fev                                | Mar                                | Abr                                | Mai                                | Jun                                | Jul                                | Ago                                | Set                                | Out                                | Nov                                | Dez                                | Ano                                |
| ----------------------------------------------------------------------------------- | ---------------------------------- | ---------------------------------- | ---------------------------------- | ---------------------------------- | ---------------------------------- | ---------------------------------- | ---------------------------------- | ---------------------------------- | ---------------------------------- | ---------------------------------- | ---------------------------------- | ---------------------------------- | ---------------------------------- |
| Temperatura máxima média (°C)                                                       | 29,2                               | 28,7                               | 28                                 | 25,3                               | 23,1                               | 21,5                               | 21,2                               | 21,6                               | 22,2                               | 24                                 | 26                                 | 27,8                               | 24,9                               |
| Temperatura média (°C)                                                              | 24                                 | 23,7                               | 22,8                               | 19,9                               | 17,4                               | 15,8                               | 15,2                               | 15,9                               | 17,3                               | 19                                 | 20,6                               | 22,4                               | 19,5                               |
| Temperatura mínima média (°C)                                                       | 18,8                               | 18,7                               | 17,6                               | 14,5                               | 11,8                               | 10,2                               | 9,2                                | 10,3                               | 12,4                               | 14,1                               | 15,3                               | 17                                 | 14,2                               |
| Precipitação (mm)                                                                   | 184,9                              | 177,4                              | 162,8                              | 101,3                              | 123,3                              | 92,5                               | 122,6                              | 158,3                              | 126,9                              | 143                                | 145,3                              | 175,3                              | 1 713,5                            |
| Fonte: Climate-Data.org (médias de temperatura) e EMBRAPA (precipitação: 1976-2005) |                                    |                                    |                                    |                                    |                                    |                                    |                                    |                                    |                                    |                                    |                                    |                                    |                                    |

### Bairros
Criciúma possui cerca de 107 bairros, que estão divididos em cinco regiões:
Região Central: Forte na área comercial pois as principais sedes de grandes supermercados se concentram aqui. Assim como lojas, faculdades e as maiores escolas estaduais. Nesta região está localizada a Mina Modelo, o Morro Cechinel, o Paço Municipal, o Cemitério Municipal e o Parque Natural Municipal. Os bairros localizados nesta região são; Centro, São Cristóvão, Comerciário, Michel, São Luís, Bosque Do Repouso, Linha Anta, Fábio Silva, Recanto Verde, Milanese, Santa Bárbara, Santo Antônio, Operária Nova, Maria Céu, Mina Do Mato, Mina Do Toco, Archimedes Naspolini, Maria Zanette, São Simão Mina Brasil, Vila Olímpica, Cruzeiro Do Sul, Lote 6, Vera Cruz, e Santa Catarina.
Grande Rio Maina: mais populosa região comercial com algumas fábricas e indústrias.
Região da Grande Próspera: A "região dos shoppings", também forte na área comercial e de services. Aqui estão localizados o maior Parque das Nações maior parque do município, a praça da chaminé e a Praça do Trabalhador. Nela estão os bairros: Próspera, Brasília, Argentina, Buenos Aires, Linha Batista, Vila Selinger, Demboski (Criciúma), Imigrantes, Vila Rica, Nove, Nossa Senhora Da Salete, Cristo Redentor, Ana Maria, Jardim Maristela e Ceará.
Região da Quarta Linha: Era há pouco tempo forte na agricultura; porém, a indústria vem crescendo nessa região e atualmente é praticamente um distrito industrial. Aqui estão umas das praças mais antigas da cidade como a Praça do Sangão, Praça Hector Zanette e a Praça Santos Salvador. A região está composta pelos bairros: Quarta Linha, São Domingos, Vila Maria, Morro Albino, Verdinho, Capão Bonito, São Roque (Criciúma), Sangão, Primeira Linha Sangão, Primeira Linha, Renascer, Airton Senna, Viña São João, Morro Bonito, Segunda Linha, Morro Estevam, Jardim Esteves, Pedro Zanivam e Jardim das Paineiras.
Grande Santa Luzia e Pinheirinho: possui diversos supermercados, lojas e habitacionais. Seria onde boa parte da população trabalhadora vive. Nesta região também estão localizadas universidades e grandes escolas profissionalizantes.

## Economia
A cidade de Criciúma foi classificada em dezembro de 2002 pela revista Exame/Agência Simonsen Associados como a 42ª melhor cidade do Brasil para se fazer negócios (era a 37ª em 2001 e a 27ª em 1999/2000).
Tal decorre do município ser polo internacional nos setores da indústria de plásticos e descartáveis, indústria química, metal-mecânica, confecção, cerâmica, colorifícios e extração mineral, além de  importantes construtoras, transportadoras e as maiores redes supermercadistas de Santa Catarina.
A cerâmica, extrativismo mineral, vestuário, a metal-mecânica e o plástico são os principais segmentos. A cerâmica tem dimensão internacional, competindo com a Itália e a Espanha no mercado mundial, com fabricantes de renome como Cecrisa e Eliane. A indústria de descartáveis plásticos é a mais importante do país, respondendo por cerca de 90% da produção nacional de copos, pratos e bandejas plásticas. O vestuário representa o terceiro polo de jeans do Brasil. A indústria metal-mecânica é a única de envergadura regional, porém pela preocupação que tem demonstrado com os programas de qualidade, tende a obter reconhecimento mais amplo.
O comércio da região é fortemente concentrado em Criciúma, que detém 2.759 estabelecimentos comerciais, ocupando 18% da mão de obra empregada diretamente. Criciúma é um referencial de compras de produtos da região, especialmente do setor vestuarista. Possui 3 Shoppings Centers responsáveis pela diversificação do comércio, onde concentram-se marcas renomadas nacionais e internacionais. O Shopping Della localizado na praça Nereu Ramos é o mais antigo da cidade, e o 2º de Santa Catarina, possui mais de 50 lojas e 2 salas de cinema 3D. O Criciúma Shopping com 14 mil m² de ABL conta com mais de 100 lojas e 2 salas de cinema. O Nações Shopping com 38 mil m² de ABL e aproximadamente 100 mil m² de área construída, é o maior centro de compras da região e o 3º do estado, possui mais de 210 operações, 15 lojas âncoras e megalojas, 6 salas de cinema 3D e Vip.

### Transporte
Criciúma não é suprida por uma rodovia federal, senão tangencialmente pela rodovia BR-101 na região sul do município.
Concernente a rodovias estaduais, todavia, é cortado ao centro pelas rodovias SC-443, SC-444, SC-445, SC-446, e quase ao centro pela SC-447. O seu mapa rodoviário, por causa disto, bem lembra um asterisco. Nenhuma das rodovias é duplicada, causando problemas de comunicação em virtude do forte tráfego.
Com a duplicação da BR-101 Sul, atualmente Criciúma ganhou mais um novo acesso, do Centro x BR-101, por uma via expressa dando mais velocidade e agilidade para quem vem de fora da cidade.
Transporte Coletivo Municipal
Tem um sistema integrado de transporte municipal:
- 63 linhas normais, e mais de 40 atendimentos;
- 3 Terminais Integrados de Transporte Coletivo: TPRO (Terminal da Próspera - Zona Norte da Cidade), TPI (Terminal do Pinheirinho- Zona Sul da Cidade, TCE (Terminal Central - No centro do município). Está em projeto um terminal no distrito do Rio Maina (Zona Noroeste da Cidade);
- 5 empresas operadoras: Auto Viação Critur, Expresso Coletivo Forquilhinha e Zelindo Trento & Cia Ltda. - ZTL.
Transporte Coletivo Estadual/Interestadual
O Terminal Rodoviário de Criciúma, funciona desde 1977, na Avenida Centenário.
As empresas que operam atualmente são: Auto Viação Catarinense Ltda., Empresa Santo Anjo da Guarda Ltda., Reunidas S.A. Transportes Coletivos, Real Transporte e Turismo S.A., Empresa União de Transportes Ltda., Pluma Conforto e Turismo S.A., Empresa União Cascavel de Transporte e Turismo Ltda. – Eucatur, Viação Itapemirim, Unesul de Transportes Ltda., Empresa de Ônibus Nossa Senhora da Penha S.A., Expresso Coletivo Forquilhinha, Nevatur Transportes e Turismo, Empresa Auto Viação São José e Expresso Coletivo Içarense.
Transporte Coletivo Intermunicipal Regional
Nas cidades da região de Criciúma não há um sistema de transporte coletivo integrado, mas há mais de 30 Linhas da rodoviária de Criciúma para Bairros dos municípios da região.

### Malha ferroviária
O município é cruzado pela Ferrovia Tereza Cristina, que serve para o transporte do carvão das minas para a Termelétrica Jorge Lacerda, em Capivari de Baixo. A obra foi concluída no sul do estado em 1884, com a extensão de 112 km, por meio de uma concessão obtida pelo Visconde de Barbacena. A ferrovia é uma importante opção logística para a região. Além do carvão mineral, principal produto transportado, são transportados pelos trilhos da FTC contêineres para o Porto de Imbituba. Os investimentos programados para o Porto, nos próximos anos, possibilitará maior diversidade nas cargas transportadas e beneficiará diretamente empresários, que ganharão maior competitividade de seus produtos no mercado, a população e o turismo, com a redução do tráfego de caminhões na BR-101.
Atualmente em fase de captação de recursos há o projeto para a construção de um porto-seco, que aumentaria o poder logístico da ferrovia e a eficiência no transporte de cargas para o Porto de Imbituba. Há também o projeto para a interligação da Ferrovia Tereza Cristina com a malha ferroviária nacional, a tão sonhada Ferrovia Litorânea que ligará Imbituba a Araquari.

### Porto seco
Ainda em projeto, será implantado em Criciúma um porto seco, com o objetivo de centralizar o tráfego de veículos pesados para fora do centro da cidade. Denominado "Porto Seco - Cidade dos Transportes" será localizado na divisa com o município de Içara, na Rodovia Primeira Linha, com acesso à Ferrovia Tereza Cristina. Objetiva-se, ainda, a construção de um Terminal Intermodal de Cargas, que fará a documentação de exportação dos produtos com destino ao Porto de Imbituba, utilizando esta estrutura e escoando as mercadorias pela via férrea.

### Aeroporto
O aeroporto que supre o município de Criciúma é o Aeroporto Diomício Freitas, localizado no município de Forquilhinha. O aeroporto passou a ser administrado pela Infraero em março de 2006. A empresa firmou convênio com o Governo do Estado de Santa Catarina para prestação de serviços de administração, operação, exploração, manutenção e desenvolvimento da infraestrutura daquele terminal. Até então, o aeroporto estava sob administração do Governo Estadual.
Localizado em área do município de Forquilhinha, nas proximidades das rodovias SC-443 e SC-446 que interligam a cidade de Criciúma com as cidades de Forquilhinha, Meleiro e outras cidades da região sul de Santa Catarina, e com a BR-101, o aeroporto funciona como agente facilitador do escoamento de cargas e de produtos perecíveis e do deslocamento de turistas de negócios, além de atender diversas aeronaves executivas dos empresários da região.
O aeroporto Diomício Freitas operou voos regulares através da AZUL - Linhas Aéreas Brasileiras.
O aeroporto Diomício Freitas também é um polo de voos executivos. Diversos empresários da região Sul de Santa Catarina possuem aeronaves de pequeno porte para facilitar seus deslocamentos para outras cidades.

## Evolução populacional
- 1940 - 27.753
- 1950 - 50.854
- 1960 - 61.975
- 1970 - 81.451
- 1980 - 110.597
- 1981 - 104.854
- 1982 - 109.086
- 1983 - 113.333
- 1984 - 117.569
- 1985 - 121.790
- 1986 - 125.973
- 1987 - 130.095
- 1988 - 134.132
- 1989 - 138.065
- 1990 - 141.903
- 1991 - 146.320
- 1992 - 148.637
- 1993 - 153.950
- 1994 - 156.271
- 1995 - 158.524
- 1996 - 159.101
- 1997 - 162.286
- 1998 - 164.974
- 1999 - 167.658
- 2000 - 170.420
- 2001 - 173.269
- 2002 - 175.491
- 2003 - 177.844
- 2004 - 182.785
- 2005 - 185.519
- 2006 - 188.233
- 2007 - 185.506
- 2008 - 187.018
- 2009 - 188.557
- 2010 - 192.236
- 2011 - 193.988
- 2012 - 195.718
- 2014 - 204.667
- 2015 - 207.131
- 2017 - 211.369

## Incêndios ao paço municipal
No dia 27 de maio de 2015, por volta das 3h da madrugada, um incêndio atingiu o paço municipal, destruindo os setores de Divisão de Planejamento Físico e Territorial (DPFT), o setor de Tributos e parte da Secretaria de Infraestrutura e Mobilidade Urbana. Onze dias depois, por volta das 12h30, a prefeitura municipal foi atingida por um novo incêndio de maiores proporções que o anterior, em uma análise preliminar o segundo incêndio atingiu todo o Gabinete do Prefeito, Diretoria Executiva de Comunicação, Ouvidoria do Município, Secretaria de Planejamento e Desenvolvimento Econômico, Diretoria de Informática e a Procuradoria do Município.

## Principais eventos
- Fundação de Criciúma, em 6 de janeiro
- Carnaval Cidadão, em fevereiro
- Feira do Livro, em agosto no Rio Maina e outubro no Centro
- Festa das Etnias, em setembro
- Festival de Ballet Infantil de Criciúma, no final de setembro
- Festival Internacional de Corais, em novembro
- Festival Unesc em Dança, no final de outubro
- Festa de Santa Bárbara, a padroeira dos mineiros, em 4 de dezembro

## Turismo
Conhecida nacionalmente pelo setor cerâmico, pela indústria da moda e vestuário, pelo setor de plásticos descartáveis e de tintas e vernizes, a cidade de Criciúma, no Sul de Santa Catarina, agora também se evidencia em um novo segmento: o do turismo, principalmente o de negócios. O município também se destaca no turismo de eventos. Recentemente, duas feiras consideradas as maiores de seus segmentos no Sul de Santa Catarina, a CasaPronta e Agroponte, ocorreram na cidade.

### Atrações Turísticas

#### Monumento do Bicentenário da Independência do Brasil e Cápsula do tempo
No dia 9 de setembro de 2022, foi inaugurado o Monumento do Bicentenário da Independência do Brasil. A estrutura de concreto em formato de obelisco tem 20 metros de altura, pesa 43 toneladas e marcou as comemorações do Bicentenário da Independência do Brasil em Criciúma. O obelisco foi instalado no Morro Cechinel e foi doado ao município pela empresa BPM Pré-Moldados.
Neste mesmo dia, logo depois do ato de descerramento da placa de inauguração do Monumento do Bicentenário da Independência do Brasil, uma cápsula do tempo foi fechada com cerca de 250 cartas ao lado do obelisco. Esta cápsula do tempo foi construída com 60 centímetros de diâmetro e quase um metro de altura. As cerca de 250 cartas colocadas dentro da cápsula do tempo, foram escritas pelos estudantes dos Clubes de Astronomia do município de Criciúma. Estas cartas contém fotos e documentos dos estudantes na finalidade de guardar as lembranças do passado. A cápsula do tempo vai ser reaberta no dia 7 de setembro de 2032.

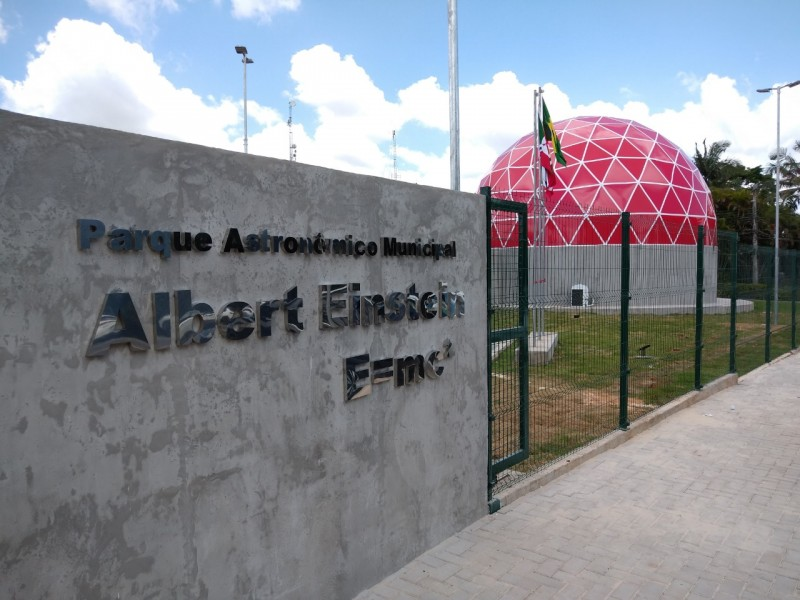
Parque Astronômico Albert Einstein E=mc²

#### Parque Astronômico Albert Einstein E=mc²
No dia 6 de janeiro de 2023, foi inaugurado o Parque Astronômico Albert Einstein E=mc², localizado no Morro Cechinel. A data de inauguração do parque ocorreu no dia do aniversário da cidade que completaria então 143 anos. O nome do parque é uma homenagem à famosa fórmula da Teoria da Relatividade, do físico alemão Albert Einstein. Com a construção desta nova atração turística, o Monumento do Bicentenário da Independência do Brasil e a cápsula do tempo acabaram ficando dentro da área do Parque Astronômico Albert Einstein E=mc². O parque ainda conta com um planetário digital, rodeado por sala maker, laboratórios, área de exposição de rochas, fósseis e meteoritos, área para observação do céu a olho nu, telescópios, relógio solar, esfera armilar e heliodon (equipamento utilizado para observar o movimento aparente do Sol). Assim, o Parque Astronômico Albert Einstein E=mc² é o ambiente perfeito para os amantes da astronomia. Andando pelo local, é possível observar um monumento da Teoria da Relatividade e ilustrações de Isaac Newton, Johannes Kepler, Edwin Hubble, Galileu Galilei, Nicolau Copérnico e Stephen Hawking, além de esculturas confeccionadas em tamanho real de Albert Einstein e de grandes cientistas.
O modelo de planetário digital construído em Criciúma possui uma das tecnologias mais modernas do Brasil, possibilitando uma imersão completa. Sua cápsula foi planejada em alusão a Marte, o Planeta Vermelho. As seções levam os visitantes a uma viagem ao espaço, visualizando constelações e toda a estrutura que o sistema solar oferece. A experiência é guiada por profissionais, com aulas sobre curiosidades a respeito dos planetas.
O Parque Astronômico Albert Einstein E=mc² fica aberto todos os dias da semana, em determinado horário de funcionamento. Em alguns dia da semana, tem as sessões guiadas no parque e no planetário digital. Também em alguns dia da semana, tem as atividades de observação do céu à noite com o uso de telescópios. Assim os visitantes podem ver os astros, os planetas, as estrelas e as constelações através dos telescópios do parque.
No final do ano de 2023, o Parque Astronômico Albert Einstein E=mc² recebeu três equipamentos, que são o foguete VS-40 de 9 metros de altura, o míssil MAA-1 de quase 3 metros de comprimento e o foguete Sonda II de 4 metros de altura. Os equipamentos foram adquiridos junto à Força Aérea Brasileira (FAB), com doação coordenada pelo Departamento de Ciência e Tecnologia Aeroespacial (DCTA). Os equipamentos são compostos por peças originais, com pequenas alterações para que pudessem ser afixados para exposição. Todos os três equipamentos passaram por um processo de desmilitarização, em que os componentes internos foram removidos para facilitar o transporte, a instalação e evitar riscos aos operadores e à população. As três maquetes continuam sendo uma representação fiel ao projeto aerodinâmico original.

#### Mirante Realdo Santos Guglielmi
No dia 4 de novembro de 2023, foi inaugurado o Mirante Realdo Santos Guglielmi. Esta atração turística fica localizado no Morro Cechinel e ao lado do Parque Astronômico Municipal Albert Einstein E=mc², em uma área de 657,42 metros quadrados. O Mirante Realdo Santos Guglielmi começou a ser construído no ano de 2020, com projeção de conclusão das obras para o ano de 2022, mas houve a necessidade de ajuste do projeto, fazendo com que a entrega desta atração turística atrasasse.  O mirante é uma estrutura em concreto de 30 metros de altura. Esta atração turística, em seu ponto mais alto é possível ter uma vista de 360º da cidade de Criciúma e em dias de céu azul, também é possível avistar a montanha (Serra Geral) e o mar (Oceano Atlântico). O mirante conta com três plataformas de observação, sendo duas destas plataformas com pisos de vidro. A primeira plataforma com pisos de vidro fica na segunda rampa de observação e a segunda plataforma com pisos de vidro fica no ponto mais alto do mirante, a 30 metros de altura. As três plataformas de observação do Mirante Realdo Santos Guglielmi podem ser acessadas pelos visitantes. A plataforma de observação mais alta pode ser acessada por escadas com corrimão e grades de segurança, ou pelo elevador panorâmico, com capacidade máxima para 12 pessoas. O limite de pessoas na plataforma de observação mais alta é de 30 visitantes, que podem permanecer no local por até 20 minutos. O Mirante Realdo Santos Guglielmi fica aberto todos os dias da semana, em determinado horário de funcionamento.
O nome do mirante é uma homenagem ao empresário Realdo Santos Guglielmi. Neto de imigrantes italianos, Realdo Santos Guglielmi nasceu em 28 de março de 1912, no município de Morro da Fumaça. Como empresário, ele fundou e foi proprietário de grandes investimentos na Região Sul do Brasil, entre eles a Carbonífera Metropolitana S/A (empresa de mineração voltada à atividade de extração e beneficiamento do carvão mineral). O empresário Realdo Santos Guglielmi formou uma sociedade durante 25 anos com o empresário Diomício Freitas. Com os investimentos realizados ao longo dos anos, ele e seu sócio estavam trabalhando com fazendas, empreendimentos imobiliários, hotetaria, engarrafamento de água mineral e uma estação de rádio no município de Criciúma (Rádio Eldorado). O empresário Realdo Santos Guglielmi dedicou anos de sua vida em conquistas e desenvolvimento não só no setor empresarial, mas também no setor comunitário por meio do desenvolvimento e sucesso de seus empreendimentos para o sul do estado de Santa Catarina, onde sempre morou. Ele faleceu em 28 de abril de 2001, aos 89 anos de idade.

#### Outras Atrações Turísticas
Criciúma é conhecida também por ser a cidade dos parques, com o Parque das Nações Cincinato Naspolini, na região da Próspera que tem ainda a praça da Chaminé, Parque dos Imigrantes, no Rio Maina, e Parque Municipal Prefeito Altair Guidi, no bairro São Luiz.

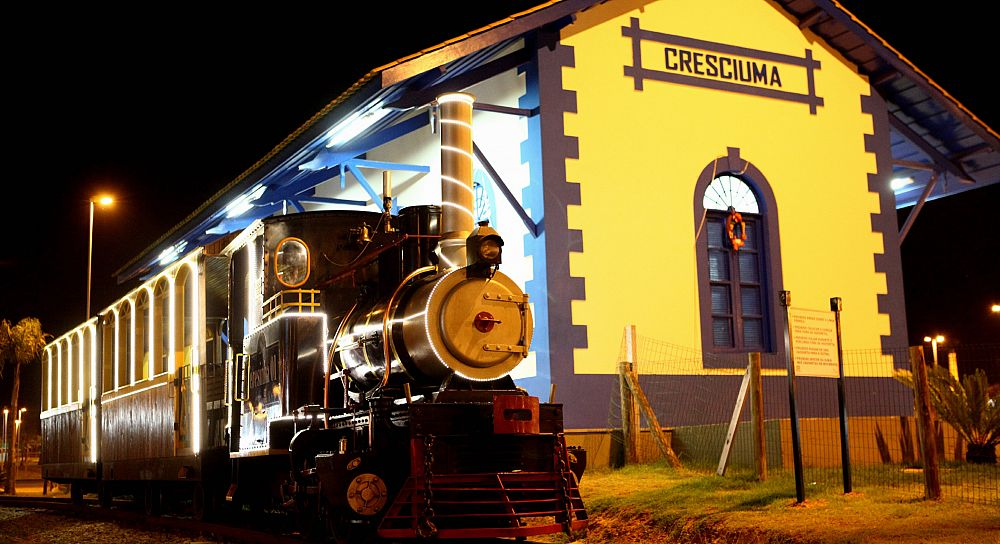
Parque das Nações

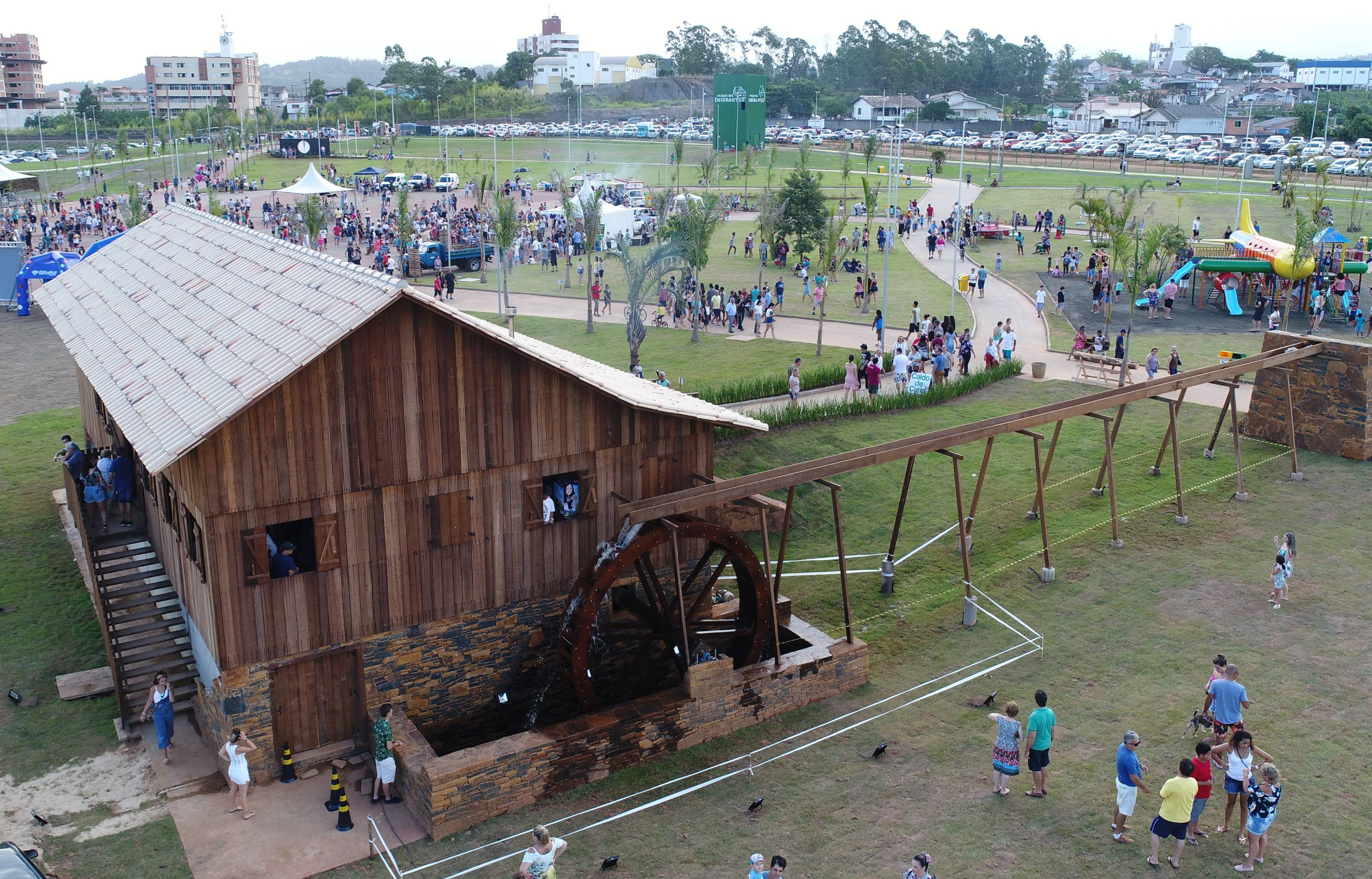

O município conta ainda com o Museu Augusto Casagrande, o Memorial Casa do Agente Ferroviário, a Gruta Nossa Senhora de Lourdes, o Parque Ecológico Municipal José Milanese, e a Mina de Visitação Octávio Fontana, que possibilita uma viagem pela história da extração do carvão mineral. Além de praças, como a Praça do Congresso no centro da cidade, possui muitas galerias e exposições, e outros equipamentos.

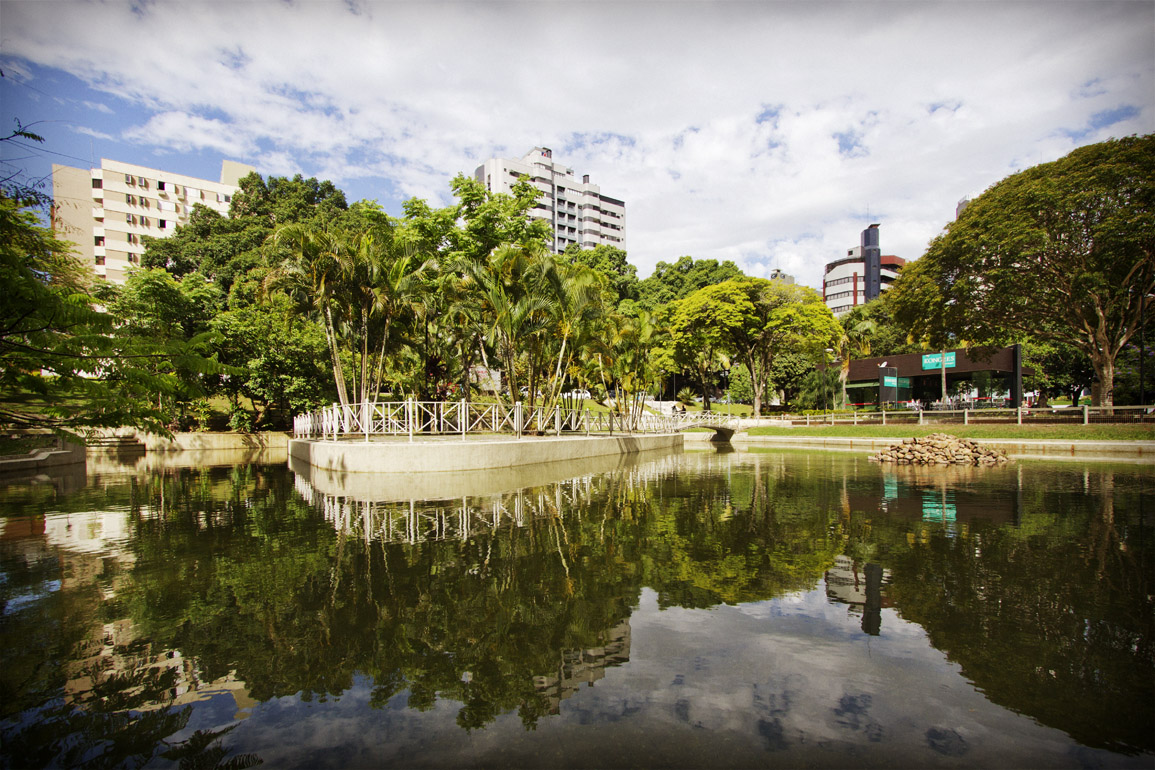
Praça do Congresso

Criciúma também cresce com a construção do Parque Municipal da Santa Luzia.

## Cultura

### Academia Criciumense de Letras
A Academia Criciumense de Letras  foi criada no dia 14 de novembro de 1997, em solenidade realizada no Teatro Elias Angeloni, com a presença de vinte e cinco acadêmicos. Localiza-se no Centro Cultural Jorge Zanatta. Hoje, consolidada na cultura regional, é responsável pela organização do maior concurso literário de Santa Catarina: o Concurso Literário da Academia Criciumense de Letras.
Desde 1998 a academia publica anualmente sua revista acadêmica, contendo as obras vencedoras de seu concurso literário, além de trabalhos escritos pelos próprios acadêmicos.

### Teatro Municipal Elias Angeloni
O Teatro Municipal Elias Angeloni é a maior sala de espetáculos do sul do Estado de Santa Catarina, com capacidade para 728 pessoas. Localiza-se no Parque Centenário, Bairro: São Luiz, no município de Criciúma.

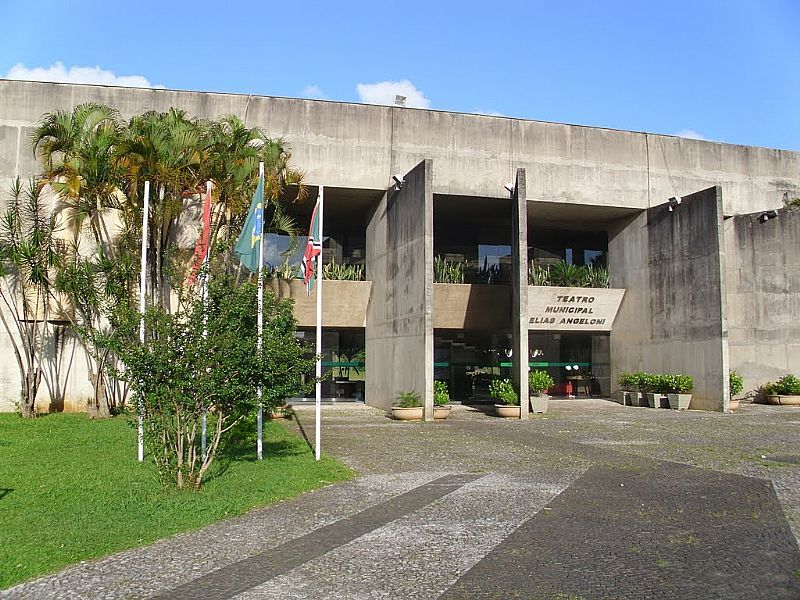
Teatro Municipal

É palco de grandes eventos, como: peças teatrais; espetáculos musicais e de Dança, palestras e congressos nacionais, regionais e locais; formaturas; festivais de danças, stand up comedy nacionais e regionais, festivais de corais nacionais e internacionais, entre eles: o Festival Internacional de Corais de Criciúma, com a presença de coros das diversas regiões do Brasil e do mundo. O Teatro Municipal Elias Angeloni recebe também concertos, lançamentos de CD, DVD e livros e eventos corporativos.
Ao longo de sua história, já se apresentaram diversos artistas no palco do Teatro Municipal Elias Angeloni, em Criciúma. Ocorreram apresentações com os humoristas: Maurício Meirelles, Marco Luque, Paulinho Gogó, Paulinho Mixaria e Marcelo Marrom. Também tiveram peças teatrais, como Os Melhores do Mundo, Baixa Terapia com o ator Antônio Fagundes, além de peças infantis como A Bela e A Fera e Frozen. Ocorreram também diversas palestras com palestrantes renomados como Caco Barcellos, Drauzio Varella e Sônia Bridi. No Teatro Municipal Elias Angeloni acontecem uma diversidade de shows musicais, entre os que já aconteceram citam-se: Tiago Iorc, Ivan Lins, Oswaldo Montenegro, Luiza Possi e o lançamento do DVD de Leandro Borges.
Localizado no Parque Centenário, no Centro Cultural Santos Guglielmi, o Teatro Municipal Elias Angeloni apresenta dois andares de platéia e um hall de entrada. Com um grande palco e é utilizado para finalidades culturais, artísticas e educacionais.
A programação do Teatro Municipal Elias Angeloni está disponível para o público na página do Facebook (Teatro Elias Angeloni), no Instagram (teatroeliasangelonie) e no site da Fundação Cultural de Criciúma.

### Centro Cultural Jorge Zanatta
Foi construído em 1945, a fim de abrigar o Departamento Nacional de Produção Mineral (DNPM). Durante a ditadura militar serviu como um pequeno presídio para as pessoas que eram acusadas de comunistas no município. Anos depois tornou-se sede do Conselho Nacional do Petróleo (CNP). Hoje, sob a administração da Fundação Cultural de Criciúma, o prédio abriga a Academia Criciumense de Letras, pinacoteca, galeria de arte, além de oficinas culturais que são oferecidas à população, como aulas de teatro, piano, violão, entre outros.
Apesar de não ter grandes belezas naturais, Criciúma possui um acervo de atrações turísticas que exploram os valores histórico-culturais do município.
Um exemplo é o Museu de Colonização Augusto Casagrande, inaugurado em 1980, em comemoração ao centenário de Criciúma. Funciona num antigo sobrado tipicamente italiano, no centro da cidade. Seu acervo compõe-se de fotografias, documentos, móveis, utensílios domésticos e ferramentas de trabalho utilizadas pelos imigrantes italianos no século XIX e início do século XX.

### Catedral São José

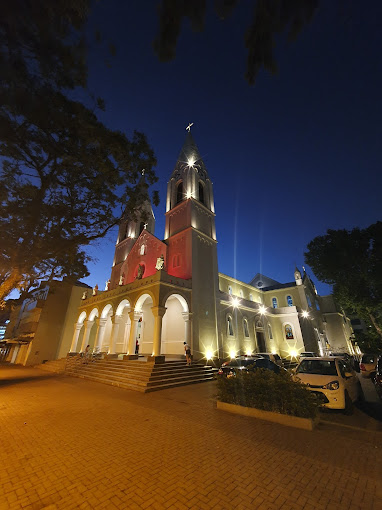
Catedral São José

A Catedral São José é outro ponto turístico, localizada na Praça Nereu Ramos, coração do município. Sua construção foi iniciada em 1907 e sua inauguraçãocorreu dez anos depois, em 1917. Sua arquitetura seque o estilo romano gótico, com traços simples e
funcionais. A nave da igreja é dividida por um conjunto uniforme de colunas. Atualmente, em comemoração ao seu centenário, a catedral está sendo ampliada e revitalizada.
As igrejas de Nossa Senhora da Salete e de São Paulo Apóstolo, com suas arquiteturas arrojadas e imponentes, também são importantes atrações do município.
Criciúma é a único município do país a ter uma mina aberta à visitação pública. A Mina Modelo Caetano Sônego é uma antiga mina de carvão situada a poucos minutos do centro do município.
Já para quem procura estar mais próximo à natureza, uma boa opção é o Centro de Educação Ambiental, localizado no Morro do Céu. Lá o visitante pode aprender sobre educação ambiental e aventurar-se por longas trilhas, em meio a um trecho de Mata Atlântica preservada.

### Feira do Livro
Coordenado pela Fundação Cultural de Criciúma (FCC) e com apoio da Academia Criciumense de Letras e do Centro de Atendimento à Literatura e Língua Portuguesa (CALP), a Feira do Livro de Criciúma acontece no mês de agosto na Praça Nereu Ramos, centro da cidade, onde são expostas, divulgadas e comercializadas as mais diversas obras literárias, tendo a duração de uma semana.
Durante o evento temos diversos palestrantes, sessão de autógrafos dos escritores locais, shows de corais, exposição de pinturas e apresentações teatrais.
A criação da logomarca da Feira do Livro se deu no seu segundo evento, em 6 de agosto de 2007, através de um concurso público promovido pela FCC, em que teve como vencedor o projeto apresentado pelo designer gráfico Drayton Ignacio da Silva Junior. Trata-se da representação figurativa em que duas mãos seguram um livro aberto, com a inscrição do símbolo da cidade em sua parte frontal.

### Museu de Zoologia "Profª Morgana Cirimbelli Gaidzinski" da Unesc
O Museu de Zoologia “Profª Morgana Cirimbelli Gaidzinski” da Universidade do Extremo Sul Catarinense- Unesc, foi fundado no dia 26 de setembro de 2002, em parceria com o 10º Pelotão da Guarnição Especial de Polícia Militar Ambiental e com o apoio da Fundação 

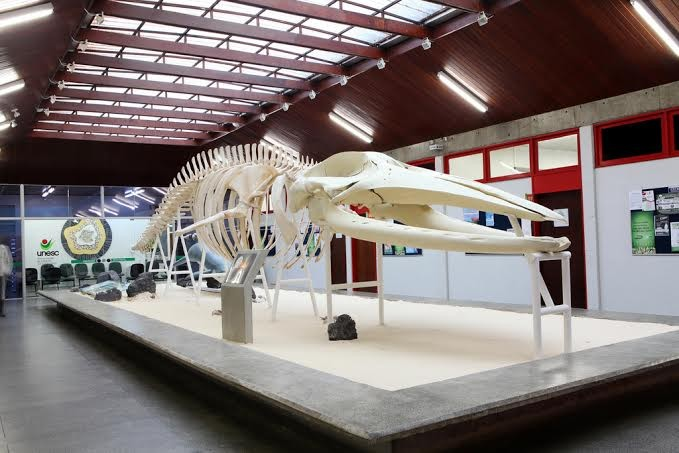
Museu de Zoologia - Parceria Unesc

de Ciência e Tecnologia- Funcitec. O acervo do museu foi se constituindo a partir do ano de 1993, no curso de Ciências, por meio da disciplina de Zoologia que era ministrada pela professora Morgana Cirimbelli Gaidzinski, idealizadora e fundadora do Museu de Zoologia. Foi criado com o objetivo de ser um centro de referência na pesquisa científica, na educação ambiental e no turismo cultural, e constitui-se em um espaço interdisciplinar que tem o compromisso de desenvolver ações de extensão junto à comunidade.

### Festa das Etnias
A Festa das Etnias é um evento da cidade de Criciúma, no estado de Santa Catarina.

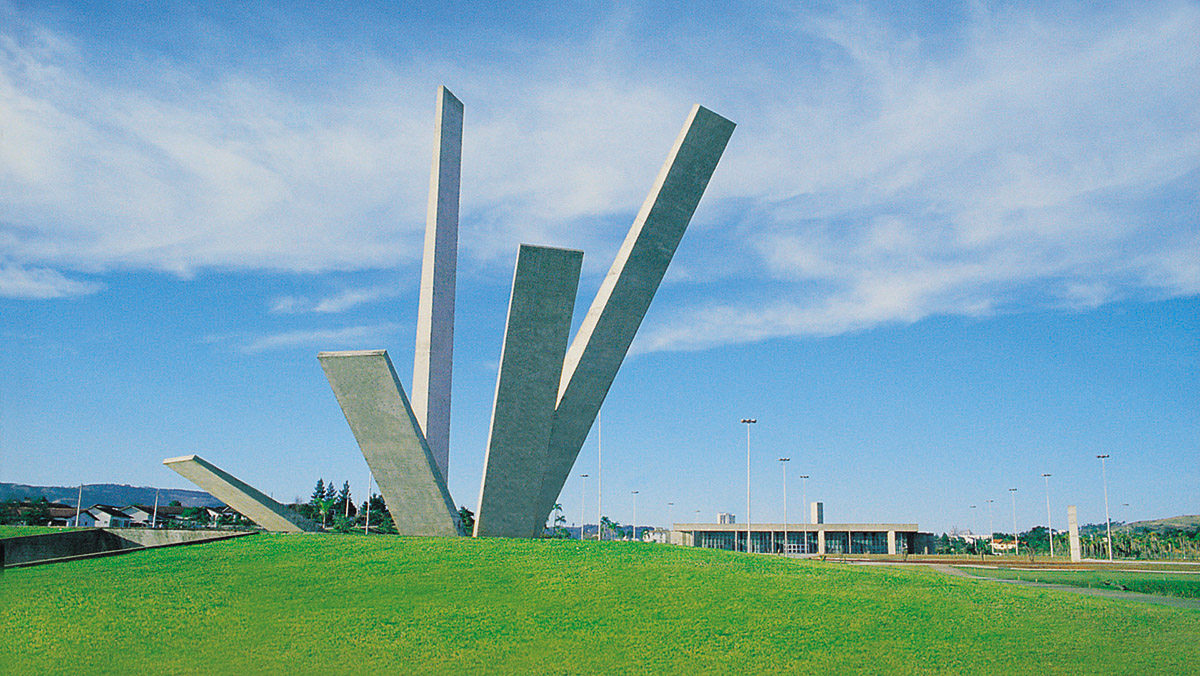
Monumento aos Imigrantes

Esse evento mantém as tradições étnicas e tem como principais objetivos promover as manifestações culturais e integrar os colonizadores de Criciúma e região, repassando assim sua história e tradições. A festa ajuda a movimentar o turismo no sul catarinense e tem expectativa de 100 mil visitantes.

## Futebol

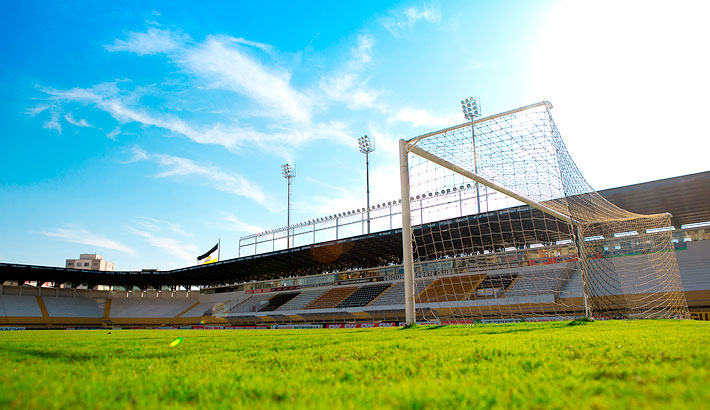
Estádio Heriberto Hulse - Majestoso

O futebol criciumense é representado nas principais competições pelo Criciúma Esporte Clube. 
Atualmente disputa o Campeonato Brasileiro de Futebol - Série B. Seu mascote é o Tigre e suas cores são amarelo, preto e branco. 
Fundado em 13 de maio de 1947, o Criciúma Esporte Clube possui 3 títulos a nível nacional sendo eles: um Brasileirão Série B conquistado em 2002; um Brasileirão Série C conquistado em 2006 e o maior triunfo do clube - o título de campeão da Copa do Brasil de Futebol, conquistado em 1991 de forma invicta, sendo historicamente o único clube catarinense a conquistar o título; e 11 títulos estaduais. 
É considerado, atualmente, o maior clube (em expressividade e torcida) de Santa Catarina.[carece de fontes?] Também é o único clube catarinense a participar de uma Copa Libertadores da América, tendo alcançado a fase de quartas-de-final no ano de 1992. 
Manda seus jogos no Estádio Heriberto Hülse que conta com capacidade para 19.300 torcedores. Foi palco de grandes confrontos no passado, como a conquista da Copa do Brasil de Futebol de 1991 contra o Grêmio Foot-Ball Porto Alegrense e de jogos da Copa Libertadores da América de 1992. Em 2023 foi apresentado um projeto que busca aumentar sua capacidade para 30.000 torcedores e adequar o estádio para receber competições a nível internacional, tais como a Copa Sul-Americana e a Copa Libertadores da América para os anos seguintes.
Atualmente é classificado como o 33º melhor clube do Brasil no Ranking da CBF.
Outros clubes da cidade são o Esporte Clube Próspera e o Esporte Clube Metropol.

## Criciumenses Ilustres
- Rodrigo Minotto - Deputado estadual.
- Jessé Lopes - Deputado estadual.
- Manoel Dias - Ex Ministro de Estado.
- Ricardo Guidi - Deputado estadual.
- Geovania de Sá - Deputada federal.
- Jarvis Gaidzinski - Deputado federal.
- Manoel da Silva - Artista plástico.

## Educação

### Universidades
- Universidade do Extremo Sul Catarinense (UNESC)

### Faculdades
- Escola Superior de Criciúma (ESUCRI)
- Faculdade SATC
- Faculdade de Tecnologia SENAC Criciúma
- Polo de Ensino Superior à Distância da Universidade Federal de Santa Catarina (EAD-UFSC)
- Instituto Federal de Santa Catarina (IFSC)
- Pólo da Uniasselvi - Faculdade Leonardo da Vinci - Prédio da ESUCRI